# 仲西環
仲西環（日语：仲西 環，1976年2月13日—2020年3月14日），日本女性配音員、舞台演員。從屬81 Produce。出身於沖繩縣。身高150.5cm。A型血。

## 人物
本名相同。生前與小松茜、大繪里3人組成演劇組合「Carne」投入舞台活動。
2001年生日時自稱“永遠的19歲”。喜歡顏色粉紅、紅。
很喜歡貓，對於繞口令很苦手。
近年專注於養病，2020年3月14日由其經紀公司發布死訊，享年44歲。

## 演出
粗體字表示主要角色。

### 電視動畫
2000年
- 萬有引力（女高中生B）
- 幽浮寶貝（學生）

2001年
- 新白雪姬傳說（新[6]）

2003年
- 妮嘉尋親記（女友）
- GAD GUARD（真田阜月）
- .hack//黃昏的腕輪傳說（隼人、普利普吉）
- 哈姆太郎（尼基1）
- HAPPY★LESSON ADVANCE（九龍長月）

2004年
- 今日大魔王！（拉薩尼亞、少年）
- 蒼穹之戰神（皆城乙姫）
- tactics（影女）
- 冒險王比特（路易莎）
- 妄想代理人（女高中生）
- 真實夢境（日语：ゆめりあ）（寧寧子）

2005年
- IGPX（女粉絲）
- 玻璃假面 (2005年版)（奧井）
- LOVELESS（女學生）

2006年
- 飛天小女警Z（冰淇淋店的女兒）
- 暖煦煦森林的拉斯卡爾（日语：ぽかぽか森のラスカル）（拉斯卡爾（日语：ラスカル））
- 聲優白皮書（徹柳黑子）
- 鍊金三級魔法少女（女性）

2007年
- D.Gray-man（少年）
- PRISM ARK（艾特）

2008年
- 我的狐仙女友（七七尾藍）

2012年
- 加速世界（安里琉花／Lagoon Dolphin）

2015年
- 蒼穹之戰神 EXODUS（皆城乙姬、皆城織姬）

### 電影動畫
- 蒼穹之戰神 HEAVEN AND EARTH（2010年，皆城乙姬）

### OVA
2002年
- From I"s -另一種夏日物語（秋葉季子）

2003年
- Memories Off 2nd（飛世巴[7]）

2007年
- 今日大魔王！R（拉薩尼亞）

2008年
- 柳瀨嵩童話劇場 星星之子倫達（日语：やなせたかしメルヘン劇場）（螃蟹子）

2009年
- 我的狐仙女友 ～真夏的大謝肉祭～（七七尾藍）

### 網路動畫
- 格鬥天王：另一天（日语：The King of Fighters: Another Day）（2005年，女孩子）

### 遊戲
2000年
- 大盜五右衛門 冒險時代活劇（日语：冒険時代活劇ゴエモン）（小見、山彥）

2001年
- 大盜五右衛門 大江戶大回轉（日语：がんばれゴエモン〜大江戸大回転〜）（小見）
- Memories Off 2nd（飛世巴）

2002年
- （利尼亞·加農）

2003年
- 魔法氣泡Fever（日语：ぷよぷよフィーバー）（小幽、卡邦可）
- Memories Off Duet（飛世巴）
- Memories Off Mix（日语：メモオフみっくす）（飛世巴）
- 真實夢境（日语：ゆめりあ）（寧寧子）

2005年
- 魔法氣泡Fever 2（日语：ぷよぷよフィーバー2）（小幽&阿靈、卡邦可）
- Memories Off After Rain Vol.1、2（飛世巴）
- Rune Princess（日语：ルーンプリンセス）（香香·芙蓉蟹）

2006年
- 魔法氣泡！Puyopuyo 15th anniversary（日语：ぷよぷよ! Puyopuyo 15th anniversary）（小幽&阿靈、卡邦可）

2007年
- 今日大魔王！真魔國的假日（拉薩尼亞）

2008年
- 我的狐仙女友SE（七七尾藍）

2009年
- 魔法氣泡7（日语：ぷよぷよ7）（卡邦可）

2011年
- 魔法氣泡!! Puyopuyo 20th anniversary（日语：ぷよぷよ!! Puyopuyo 20th anniversary）（小幽&阿靈、卡邦可）

2012年
- PROJECT X ZONE（寧寧子[8]）

2014年
- 魔法氣泡!! Quest（日语：ぷよぷよ!!クエスト）（卡邦可[9]、芙勞[10]）
- 魔法氣泡俄羅斯方塊（日语：ぷよぷよテトリス）（卡邦可、小幽&阿靈）

2015年
- 魔法氣泡!! Quest（小幽&阿靈[9]、芙勞[10]）

2016年
- 魔法氣泡編年史（日语：ぷよぷよクロニクル）（卡邦可[11]）

2017年
- 天華百劍 -斬-（治金丸）

### 廣播劇CD
2002年
- BUDDY♥PARTY! Part1～6（日语：みずたまメモリーズ#ラジオドラマ）（主演）

2003年
- Hot Gimmick（日语：ホットギミック (漫画)）（成田初）[注 1]

2004年
- Rune Princess 形象專輯 Vol.1（日语：ルーンプリンセス#イメージアルバム Vol.1）（香香·芙蓉蟹）

2005年
- FAFNER in the azure -NOW HERE- 蒼穹之戰神 BGM&廣播劇 II（皆城乙姬）

2007年
- 魔法龍術士（卡達）

2008年
- 魔法龍術士 海行話（卡達）

2009年
- 今様天狗綺譚 BLACK BIRD（日语：BLACK BIRD (漫画)）（太郎）
- 妄想列島☆青春篇 ～地方時代！～（上野薰）

2012年
- 廣播劇CD「魔法氣泡」
  - Vol.1（卡邦可）
  - Vol.2（小幽&阿靈）

2013年
- 廣播劇CD「魔法氣泡」Vol.3（卡邦可、小幽&阿靈）

2014年
- 廣播劇CD「魔法氣泡」Vol.5（卡邦可）

### 外語配音

#### 電影
- 奶爸安親班

#### 電視影集
- CSI犯罪現場：邁阿密 (第2季)

#### 動畫
- 建築師巴布（Sumsy）

### 廣播節目
※記號表示說明網路廣播。
- 水環回憶→水環擴大計劃→水環Friends（日语：みずたまメモリーズ）（2001年－2002年，日本電台→文化放送）
- 真實夢境夢心境R-side（日语：ゆめりあ#アニラジ「ゆめりあ夢気分R-side」）（2003年－2004年，文化放送→BSQR489（日语：BSQR489））
- 飯塚雅弓的MEGA-TON微笑（日语：飯塚雅弓のMEGA-TONスマイル）（2003年－2004年，大阪電台）－節目助理

### 舞台
- 嵐待

### 其它
- （拉斯卡爾（日语：ラスカル）的配音）

### 影像商品
- Memories Off 1st 演奏會（2002年3月20日）
- Memories Off 2nd 演奏會 完全DVD（2003年3月28日）

## 音樂作品

### 角色歌曲
| 發行日期 | 標題                                        | 名義                                   | 曲名              | 商業搭配                              |
| 2001年   | 2001年                                      | 2001年                                 | 2001年            | 2001年                                |
| -------- | ------------------------------------------- | -------------------------------------- | ----------------- | ------------------------------------- |
| 12月5日  | Memories Off 2nd 迷你專輯精選輯Vol.3 砂落涙 | 飛世巴（仲西環）                       | 「砂落涙」        | 遊戲《Memories Off 2nd》相關歌曲      |
| 2002年   |                                             |                                        |                   |                                       |
| 5月9日   | 大家作出來的Memories Off CD!!               | 飛世巴（仲西環）                       | 「冷太陽」        | 遊戲《Memories Off 2nd》相關歌曲      |
| 5月9日   | 大家作出來的Memories Off CD!!               | Memories Off 2nd成員                   | 「園校歌唱」      | 遊戲《Memories Off 2nd》相關歌曲      |
| 5月9日   | 大家作出來的Memories Off CD!!               | 1st&2nd成員全15人                      | 「雨想出」        | 遊戲《Memories Off系列》相關歌曲      |
| 2004年   |                                             |                                        |                   |                                       |
| 6月23日  | Rune Princess Vocal Album                   | 香香·芙蓉蟹（仲西環）                  | 「」              | 讀者參加計劃《Rune Princess》相關歌曲 |
| 10月20日 | 真實夢境 歌唱精選輯                         | 寧寧子（仲西環）                       | 「!!」 「真」     | 電視動畫《真實夢境》相關歌曲          |
| 2006年   |                                             |                                        |                   |                                       |
| 4月7日   | 大家作出來的Memories Off CD!! Season 3      | &                                      | 「紙旅（Live）」  | 遊戲《Memories Off系列》相關歌曲      |
| 2009年   |                                             |                                        |                   |                                       |
| 3月25日  | 我的狐仙女友 美好派對                       | 七七尾蓮（門舞以）、七七尾藍（仲西環） | 「Pure my heart」 | 電視動畫《我的狐仙女友》相關歌曲      |

### 其它參加樂曲
| 發行日期 | 標題                                                    | 名義 | 曲名                      | 商業搭配                                   |
| 2002年   | 2002年                                                  | 2002年 | 2002年                    | 2002年                                     |
| -------- | ------------------------------------------------------- | --- | ------------------------- | ------------------------------------------ |
| 2月20日  | Memories Off首場演奏會 ALBUM ～外面裡面完全無剪接版！～ | 間島淳司、山本麻里安、那須惠、田村由香里、淺野琉璃、河合久美、利田優子、水樹奈奈、菊池志穗、池澤春菜、仲西環、千葉紗子、南里侑香、小尾元政、REMI、KAORI. | 「MEMORIE I·N·G（Live）」 | 遊戲《Memories Off系列》相關歌曲           |
| 2003年   |                                                         | |                           |                                            |
| 12月17日 | 24小時愛你                                              | 有島萌優、仲西環 | 「24時間」                | 電視動畫《真實夢境》片頭主題曲             |
| 2004年   |                                                         | |                           |                                            |
| 2月20日  | 飯塚雅弓的MEGA-TON微笑！ABCD                            | MATAN | 「」                      | 廣播節目《飯塚雅弓的MEGA-TON微笑》相關歌曲 |
| ？       |                                                         | |                           |                                            |
|          | 飯塚雅弓的MEGA-TON微笑！MEGASUMA缶                      | | 「」                      |                                            |

## 腳註

## 外部連結
- 仲西環 （页面存档备份，存于） （日語）—81 Produce公式官網
- （日語）—仲西環的官方個人部落格。
- Carne官方網站 （页面存档备份，存于） （日語）
- （日語）—WEB THE TELEVISION（日语：ザテレビジョン）
- （日語）—goo人名事典
- 仲西環 （页面存档备份，存于） （日語）—KINENOTE
- 仲西環 （页面存档备份，存于） （日語）—oricon
- 仲西環 （页面存档备份，存于） （日語）—Movie Walker（日语：Movie Walker）
- 仲西環 （页面存档备份，存于） （日語）—電影.com（日语：映画.com）
- 仲西環 （页面存档备份，存于） （日語）—allcinema（日语：allcinema）